# Sarik Andreasyan
Sarik Andreasyan (ur. 24 sierpnia 1984 w Erywaniu) – rosyjski reżyser, producent filmowy i scenarzysta ormiańskiego pochodzenia.
Większość filmów reżysera spotkała się z negatywnym odbiorem w rosyjskich mediach, według agregatorów recenzyjnych Kritikanstvo i Megacritic. Dramat katastroficzny Andreasyana Earthquake został wybrany jako ormiański kandydat do Oscara za najlepszy film nieanglojęzyczny za rok 2016, ale został zdyskwalifikowany przez Akademię.

## Filmografia
| Rok  | Tytuł                           | Działalność | Działalność | Działalność |
| Rok  | Tytuł                           | Reżyser     | Scenarzysta | Producent   |
| ---- | ------------------------------- | ----------- | ----------- | ----------- |
| 2009 | Lopuhi                          | T           | T           | N           |
| 2011 | Office Romance. Our Time        | T           | T           | N           |
| 2011 | The Pregnant                    | T           | T           | T           |
| 2012 | Moms                            | T           | T           | T           |
| 2012 | Some Sloppy Friend              | T           | T           | T           |
| 2012 | Nannies                         | N           | N           | T           |
| 2012 | Guard on Warranty               | N           | N           | T           |
| 2012 | Happy New Year, Moms!           | T           | T           | T           |
| 2013 | The Double                      | N           | N           | T           |
| 2013 | Sex Competition                 | T           | T           | T           |
| 2013 | Lucky Island                    | N           | N           | T           |
| 2013 | Friends’ Friends                | N           | N           | T           |
| 2014 | American Heist                  | T           | N           | N           |
| 2015 | Mafia: The Game of Survival     | T           | N           | N           |
| 2016 | Earthquake                      | T           | T           | T           |
| 2017 | Guardians: Misja superbohaterów | T           | N           | T           |
| 2018 | Bez przebaczenia                | T           | N           | T           |
| 2019 | Robo                            | T           | N           | T           |
| 2019 | Koma                            | N           | N           | T           |